# Cmentarz żydowski w Tykocinie

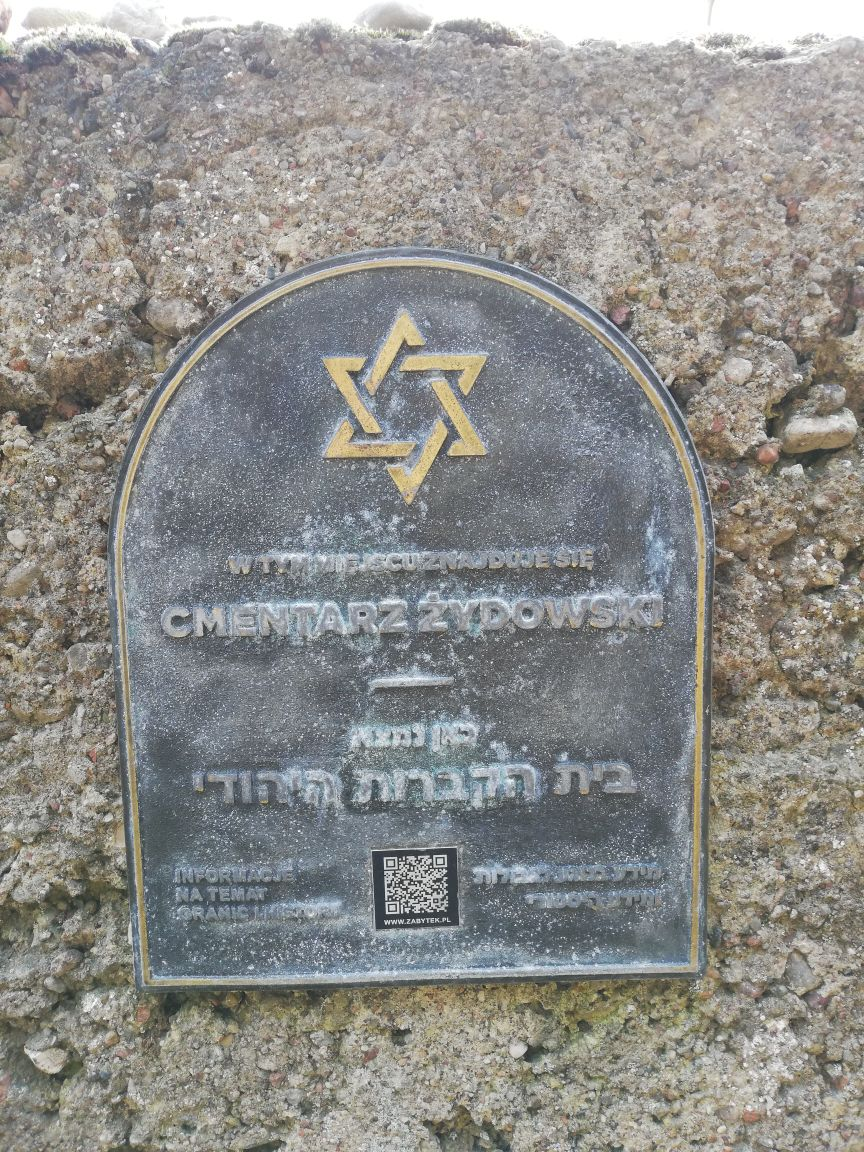
Tabliczka informacyjna na murze cmentarza żydowskiego w Tykocinie z linkiem do strony www.zabytek.pl

Cmentarz żydowski w Tykocinie – najstarszy zachowany kirkut na Podlasiu. Założony w 1522 roku wraz z powstaniem gminy żydowskiej na mocy przywileju Kanclerza Wielkiego Litewskiego Olbrachta Gasztołda. Zachowało się tutaj około 100 macew, z których najstarsza pochodzi z 1791 roku. Cmentarz ma powierzchnię 2,2 ha.
Obok Żydów tykocińskich do połowy wieku XVIII chowano tu też Żydów z Białegostoku.
Cmentarz jest położony na zachodnim krańcu miasta, na wzgórzu pomiędzy Narwią a drogą do Nieciec. Przed II wojną światową został otoczony betonowym parkanem, ufundowanym przez Żydów tykocińskich, którzy wyemigrowali do USA. Zarówno ogrodzenie, jak i cmentarz są zdewastowane.